# مارگارت تاچر
مارگارت هیلدا تاچر (به انگلیسی: Margaret Hilda Thatcher)، بارونس تاچر، سابقاً رابِرتس معروف به بانوی آهنین (Iron Lady) (۱۳ اکتبر ۱۹۲۵ – ۸ آوریل ۲۰۱۳)، نخستین نخست‌وزیر زن تاریخ بریتانیا و همچنین رهبر سابق حزب محافظه‌کار بریتانیا بود. وی در سال ۱۹۷۵ به رهبری این حزب برگزیده و چند سال بعد در ۱۹۷۹ با شعار بهبود اوضاع اقتصادی از سوی حزب محافظه‌کار نامزد شد و به نخست‌وزیری بریتانیا رسید و تا سال ۱۹۹۰ در هر دو سمت باقی‌ماند. از نظر صلابت سیاسی وی را هم تراز وینستون چرچیل، نخست‌وزیر مشهور و با نفوذ دهه‌های ۱۹۴۰ و ۱۹۵۰ بریتانیا می‌دانند. حمایت تاچر از بازار آزاد، کاهش خدمات دولتی و واگذاری سازمان‌های دولتی به بخش خصوصی، برخی از سیاست‌های مشهور او بود که به «تاچریسم» معروف است. پافشاری بر سیاست‌های اقتدارگرایانه و محافظه‌کارانه وی که منتقدان بسیاری داشت و مقابله او با قدرت گرفتن اتحادیه‌های کارگری در بریتانیا، او را به بانوی آهنین مشهور کرد.

## اوایل زندگی و تحصیلات
مارگارت هیلدا رابرتس در ۱۳ اکتبر ۱۹۲۵ در گرانتهام، لینکلن‌شر به دنیا آمد. پدر و مادرش آلفرد رابرتس (۱۸۹۲–۱۹۷۰)، اهل نورث‌همپتون‌شر، و بئاتریس اتل استفنسون (۱۸۸۸–۱۹۶۰)، اهل لینکلن‌شر بودند. مادربزرگ مادری پدرش متولدِ شهرستان کری، ایرلند بود.

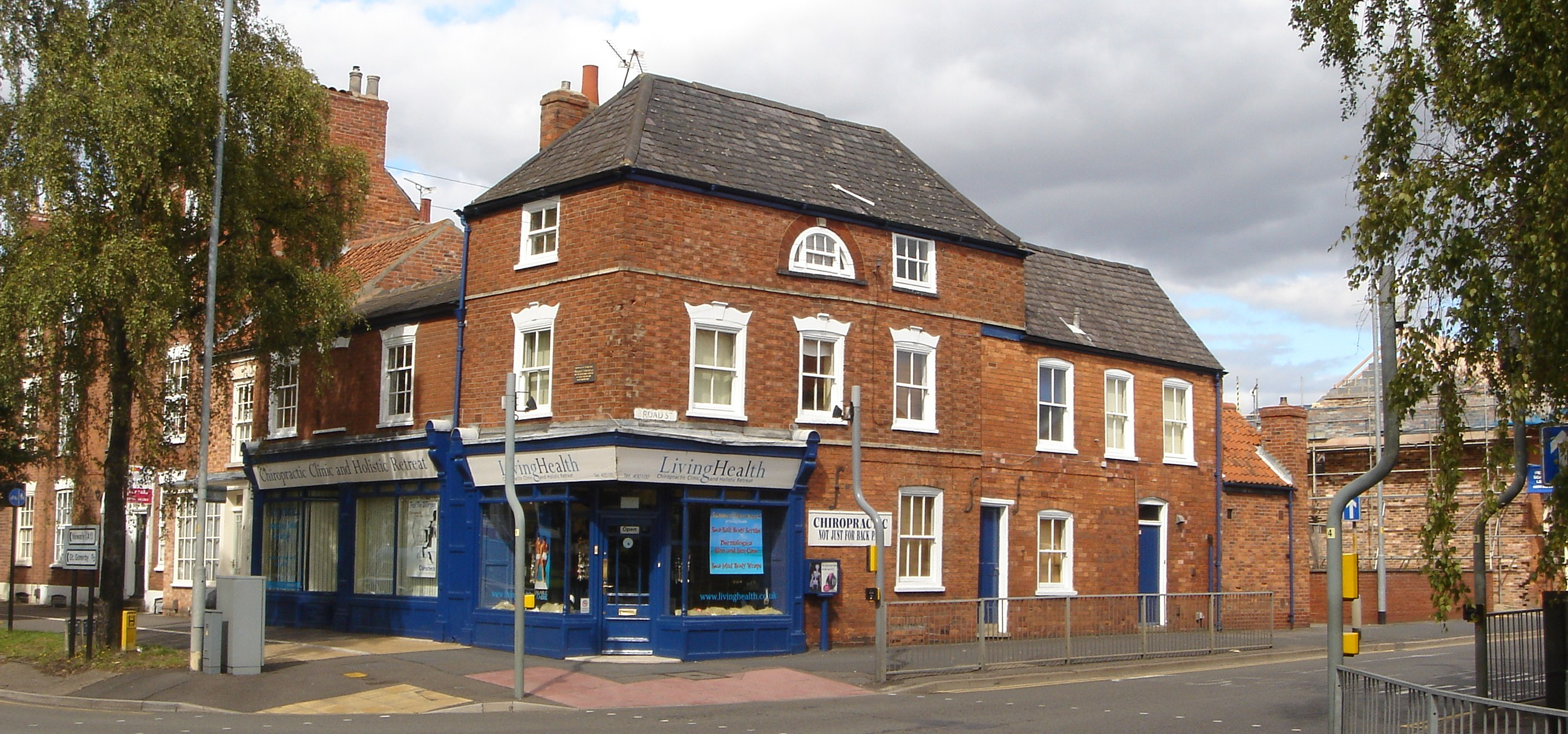
مغازه سابق پدرش در سال ۲۰۰۹

رابرتس دوران کودکی خود را در گرانتهام گذراند؛ پدرش در آن‌جا دخانیات‌فروش و صاحب مغازه خواربارفروشی بود. در سال ۱۹۳۸ پیش از آغاز جنگ جهانی دوم، خانواده رابرتس مدت کوتاهی به دختر نوجوان یهودی که از آلمان نازی فرار کرده بود، پناه دادند. مارگارت با دوست مکاتبه‌ایِ خواهر بزرگترش موریل، پول توجیبی هزینه سفرِ دختر نوجوان را تأمین کرد.
آلفرد عضو شورای شهر و همچنین واعظ متدیست بود. او دخترش را به‌عنوان متدیست سخت‌گیر پیروی افکار چارلز وسلی تربیت کرد، و در کلیسای متدیست خیابان فینکین شرکت می‌کرد، اما مارگارت دیرباور بود. او در آینده به یکی از دوستانش گفت نمی‌تواند فرشتگان را باور کند، زیرا محاسبه کرده بود آن‌ها به جناغی به طول ۶ فوت (۱٫۸ متر) برای نگه داشتن بال نیاز دارند. آلفرد از خانواده‌ای لیبرال بود، اما (همان‌طور که آن زمان در دولت محلی مرسوم بود) مستقل شد. آلفرد از سال ۱۹۴۵ تا ۱۹۴۶ شهردار گرانتهام بود و در سال ۱۹۵۲ پس از کسب نخستین اکثریت حزب کارگر در شورای گرانتهام در سال ۱۹۵۰، منصب عضو شورای شهر از دست داد.
رابرتس به مدرسه ابتدایی هانتینگ‌تاور رود رفت و بورسیهٔ تحصیلی مدرسه دخترانه کستیون و گرانتهام (مدرسه تیزهوشان) را کسب کرد. گزارش‌های مدرسه‌اش حاکی از سخت‌کوشی و پیشرفت مستمر بود. فعالیت‌های خارج از برنامه درسی او شامل پیانو، هاکی روی چمن، شعرخوانی، شنا و پیاده‌روی بود. او در سال‌های ۱۹۴۲–۱۹۴۳ مبصر بود، و در خارج از مدرسه، در حالی که جنگ جهانی دوم ادامه داشت، داوطلبانه به عنوان مراقب آتش در سرویس محلی مشغول به خدمت بود. دیگر دانش‌آموزان از رابرتس به‌عنوان «دانشمند ستاره» یاد می‌کردند، اگرچه توصیه‌های اشتباه در مورد تمیز کردن جوهر از پارکت تقریباً باعث مسمومیت با گاز کلر می‌شد. در سال ششم، رابرتس برای بورسیه تحصیلی در رشته شیمی از کالج سامرویل، آکسفورد پذیرفته شد که از سال ۱۹۴۴ آغاز گردید. پس از کنار کشیدن یکی دیگر از داوطلبان، رابرتس در اکتبر ۱۹۴۳ وارد آکسفورد شد.
مارگارت ابتدا لیسانس هنر از دانشگاه آکسفورد دریافت کرد و سپس در دو رشته شیمی و حقوق تحصیلات عالیه را ادامه داد و از هر دو فارغ‌التحصیل گردید. بعد از آن به ریاست گروه فارغ‌التحصیلان عضو حزب محافظه‌کار در دانشگاه آکسفورد انتخاب شد.
در ۱۹۵۱ با «دنیس تاچر» از مدیران ثروتمند صنایع نفت انگلیس ازدواج کرد و از آن پس به «مارگارت تاچر» مشهور شد. حاصل این ازدواج یک دختر و پسر دوقلو بود. مارگارت مدتی مشغول به وکالت در دادگستری بود.

## ورود به عرصه سیاست
تاچر در ۱۹۵۹ به نمایندگی مجلس عوام انگلیس انتخاب شد و در دولت محافظه‌کار وقت در ۱۹۷۰ سمت وزیر آموزش و پرورش را بر عهده گرفت.
در ۱۹۷۵ به رهبری حزب محافظه‌کار انتخاب شد. این نخستین بار در تاریخ انگلستان بود که یک زن رهبر یک حزب سیاسی عمده این کشور می‌شد. 

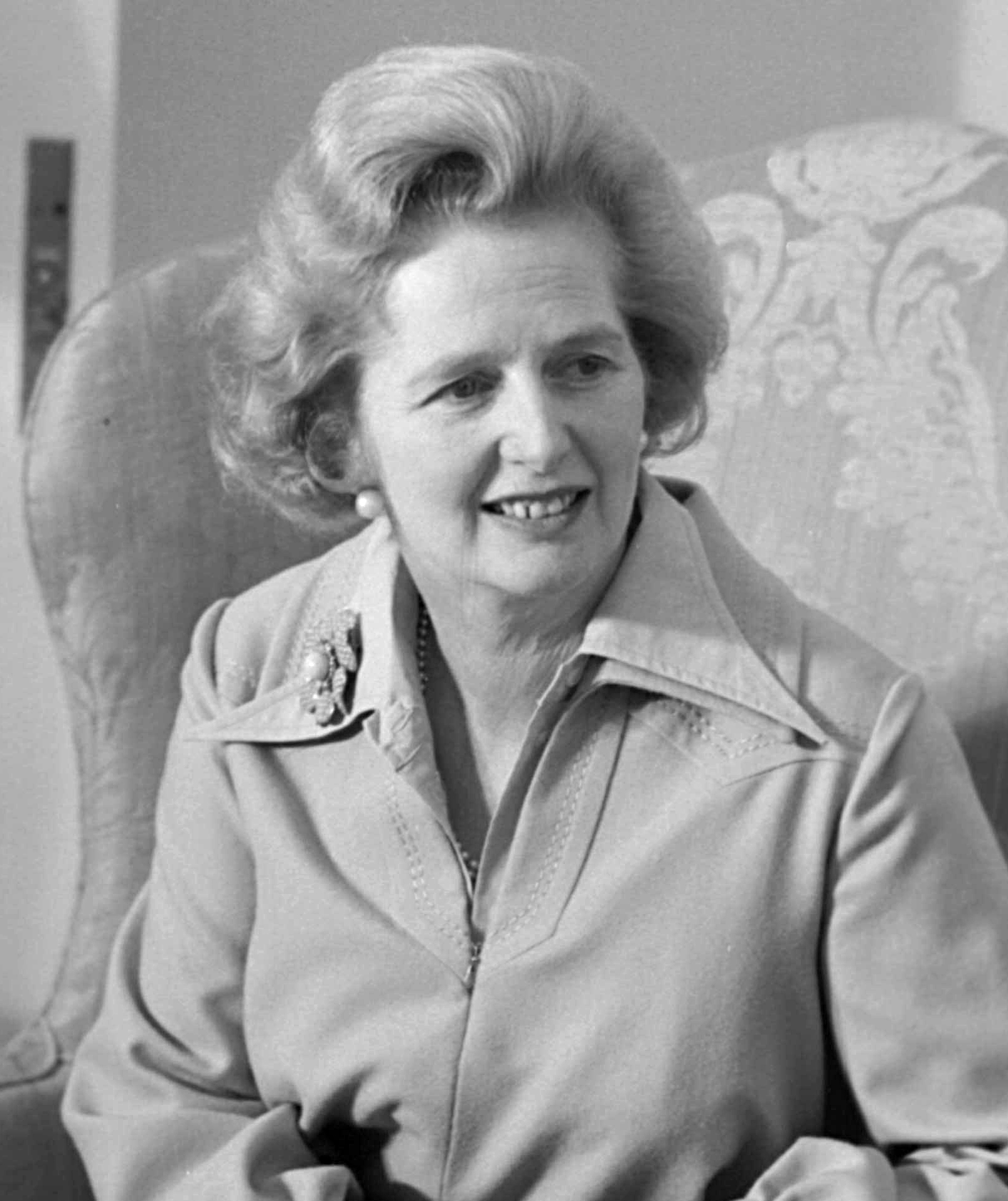
مارگارت تاچر در ۱۸ سپتامبر ۱۹۷۵ در مقام رهبر حزب محافظه کار بریتانیا

تاچر در ۱۹۷۸ تقریباً یک سال پیش از نخست‌وزیری اش و به عنوان رئیس حزب محافظه‌کار بریتانیا به چند کشور آسیایی از جمله ایران سفر کرد و در کاخ نیاوران تهران مورد استقبال محمد رضا شاه پهلوی قرار گرفت. سفر خانم تاچر به ایران و دیدارش با شاه یکی از نخستین نمادهای پراهمیت حضور او در صحنه سیاسی و دیپلماتیک به عنوان رهبر حزب محافظه کار بریتانیا بود. 

دیدار مارگارت تاچر (رئیس وقت حزب محافظه کار بریتانیا) و محمدرضا شاه پهلوی در کاخ نیاوران (۱۹۷۸)

## دوران نخست‌وزیری
با رفتن حزب محافظه‌کار به اپوزیسیون و تشکیل دولت در سایه، این بار مقام وزارت محیط زیست به خانم تاچر سپرده شد. وی که به شدت از چرخش ادوارد هیث و رها کردن اصول محافظه‌کاری خشمگین بود در انتخابات سال ۱۹۷۵ برای تعیین رهبر جدید حزب در مقابل رئیس سابق خود نامزد شد.
وقتی که مارگارت تاچر به دفتر کار ادوارد هیث رفت تا تصمیم خودرا به او اطلاع دهد، ادوارد هیث حتی سر خود را بلند نکرد و فقط گفت: «شما شکست می‌خورید. روز خوشی داشته باشید». اما در کمال تعجب همگان خانم تاچر بر ادوارد هیث پیروز شد و وی از مقام رهبری حزب استعفا داد.
در ۳ می ۱۹۷۹ با پیروزی محافظه‌کاران در انتخابات پارلمانی مارگارت تاچر به سمت نخست‌وزیری انگلستان انتخاب شد.
در دور دوم رأی‌گیری مارگارت تاچر بر ویلی وایتلاو پیروز شد و بدین ترتیب وی اولین زنی در تاریخ تبدیل شد که به چنین مقامی دست پیدا کرد.
او باسرعت به بیان دیدگاه‌های خود پرداخت و از آن زمان میزان تأثیر و نفوذ خود را نشان داد. در جریان یک سخنرانی در سال ۱۹۷۶ او به شدت از اختناق حاکم بر اتحاد جماهیر شوروی انتقاد کرد. یکی از روزنامه‌های شوروی در واکنش وی را «بانوی آهنین» لقب داد که مایه مسرت شخصی خانم تاچر بود.
تاچر در نهم ژوئن ۱۹۸۳ برای بار دوم و در ۱۱ ژوئن ۱۹۸۷ برای بار سوم در این سمت ابقا گردید.

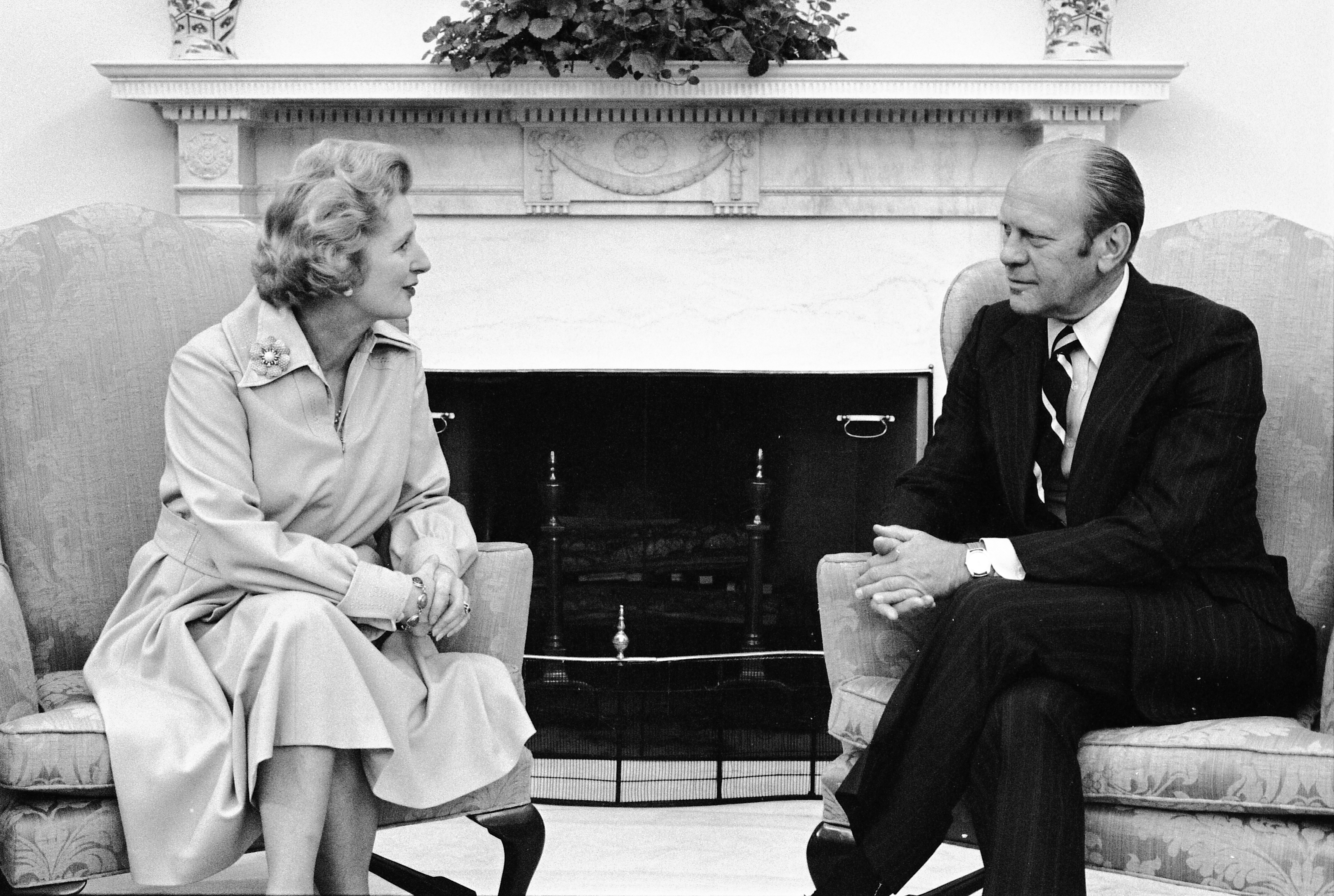
با جرالد فورد ۱۹۷۵

تاچر در سال‌های نخست‌وزیری خود تابع و هم‌پیمان سیاست‌های ایالات متحده آمریکا در اروپا بود. در چهارچوب همین نگرش، وحدت پولی اروپا یا پیمان اتحادیه اروپای بدون مرز، با سیاست‌های بازدارنده و کارشکنی دولت تاچر در انگلستان مواجه بود. آن هم‌پیمانی و این بازدارندگی، سیاست تاچر را در عرصه بین‌المللی به عنوان «تاچریسم» شاخص کرده بود. تبعات فروپاشی کمونیسم و خاتمه جنگ سرد در اروپا که با خوش‌بینی همه دولت‌های این قاره مواجه شد، در کابینه تاچر با نوعی تردید و نگرشی بدبینانه همراه بود. به همین دلیل اتحاد دو آلمان، شکسته شدن دیوار بلند کمونیستی میان شرق و غرب اروپا و رخدادهای دیگر که محصول طبیعی خاتمه جنگ سرد بود، مورد استقبال تاچر قرار نگرفت و حزب تحت رهبری وی در میان سایر احزاب سیاسی اروپا به انفعال کشانده شد. این عوامل، باعث بن‌بست سیاسی تاچر شد و به اختلافات داخلی حزب محافظه‌کار دامن زد و سرانجام وی را وادار به استعفا و کناره‌گیری از قدرت نمود.
وی سمت نخست‌وزیری را تا ۲۲ نوامبر ۱۹۹۰ بر عهده داشت و سپس در پی ۱۱ سال نخست‌وزیری و ۱۵ سال رهبری حزب محافظه‌کار از مقام خود استعفا داد و جای خود را به «جان میجر» وزیر خزانه‌داری جوان کابینه خود سپرد. گفتنی است تاچر قبل از استعفا، با وزیر خزانه داری خود، جان میجر، اختلاف نظرهایی داشت. از جمله می‌توان به اختلاف نظرهایی در مورد اعمال نرخ سود بانکی اتحادیه اروپا اشاره کرد. تاچر بعد از کناره‌گیری از نخست‌وزیری به عنوان نماینده حزب محافظه‌کار در پارلمان باقی‌ماند و به فعالیت‌های سیاسی خود ادامه داد. اما خط سیاسی تاچر در دوران پس از وی یعنی زمان نخست‌وزیری جان میجر نیز ادامه یافت.
وقتی میجر در جریان انتخابات اول مه ۱۹۹۷ از رقیب خود تونی بلر شکست خورد و با این شکست به حاکمیت ۱۸ ساله حزب محافظه‌کار بر انگلیس خاتمه داد، منابع خبری و سیاسی آن کشور از این رویداد به عنوان پایان عصر تاچریسم بر انگلیس یاد کردند.
خانم تاچر در دوران پایانی عمرش با دخترش کارول زندگی می‌کرد و طبق گفته‌های وی مادرش در انتهای عمرش به بیماری آلزایمر دچار شده بود.

## چالش‌های مهم در زمان نخست‌وزیری

### انقلاب اسلامی ایران و بعد از آن
به فاصله ۱۰ روز پس از پیروزی انقلاب اسلامی ایران، دولت جیمز کالاهان ـ نخست‌وزیر وقت انگلستان ـ توسط وزیر خارجه خود «دیوید اوئن»، دولت موقت مهندس مهدی بازرگان را به رسمیت شناخت ولی ۲ ماه پس از این شناسایی در اردیبهشت سال بعد مارگارت تاچر نخست‌وزیر جدید انگلیس اعلام کرد کشورش در شناسایی سیاسی ایران تجدید نظر خواهد کرد. این اعلام سرآغاز سیاستی بود که تاچر طی ۱۱ سال زمامداری خود در قبال جمهوری اسلامی ایران در پیش گرفت.
اولین موضع‌گیری تاچر در برابر انقلاب اسلامی ایران اعلام موافقت کشورش با پیشنهاد بعضی مقامات آمریکایی مبنی بر لزوم حمله نظامی به ایران در پاسخ به تصرف سفارت ایالات متحده آمریکا در تهران بود. به همین دلیل در فروردین ۱۳۵۹ از درخواست آمریکا برای پیوستن به تحریم اقتصادی ایران حمایت کرد و در اردیبهشت ۱۳۵۹ از مداخله نظامی آمریکا در طبس حمایت کرد.
چند روز پس از این حمله، سفارت ایران در لندن هدف حمله تروریستی قرار گرفت و سبب کشته شدن ۲ دیپلمات ایرانی به نام‌های عباس لواسانی و علی‌اکبر صمدزاده گردید.
در پی مرگ محمدرضا پهلوی در ۱۳۵۹ وزارت خارجه انگلیس بیانیه‌ای حاوی اظهار تأسف نخست‌وزیر و کابینه این کشور انتشار داد.
در سال ۱۳۶۰ کنسولگری ایران در منچستر و دفتر هواپیمایی ایران در لندن سه بار مورد حمله و اشغال قرار گرفتند.
در خرداد ۱۳۶۳ دولت تاچر ۵ دیپلمات ایرانی را از انگلستان اخراج کرد که با عکس‌العمل متقابل ایران مواجه شد
انتشار کتاب «آیات شیطانی» توسط سلمان رشدی و حمایت دولت تاچر از این اقدام و سپس فتوای روح‌الله خمینی مبنی بر مهدورالدم بودن نویسنده کتاب، تنش بزرگی در روابط ایران و انگلیس به وجود آورد.
پس از آن با مصوبه مجلس شورای اسلامی ایران در شانزدهم اردیبهشت ۱۳۶۸ روابط دو کشور به‌طور کامل قطع شد.
در این سال علی‌رغم اظهارات داگلاس هرد وزیر امور خارجه وقت انگلیس مبنی بر بهبود روابط دو کشور، تاچر ایران را کشوری تروریست معرفی کرد و از سخنان سید علی خامنه‌ای رهبر ایران مبنی بر ابقای حکم فتوای خمینی انتقاد کرد در همین سال تعداد ۲۴۸ نفر از نمایندگان مجلس عوام بریتانیا طی بیانیه‌ای خواستار اخراج ایران از سازمان ملل و جایگزینی نماینده سازمان مجاهدین خلق در آن سازمان شدند.
اما پس از ۱۳۶۸ (۱۹۸۹م.) روابط دو کشور به سمت تنش زدایی پیش رفت. به دنبال پوزش مقامات انگلیسی و اعتراف آن‌ها مبنی بر احترام به دین اسلام، با مجوز شورای عالی امنیت ملی طی اعلامیه‌ای وزارت امور خارجه در مهر ۱۳۶۹ برقراری روابط سیاسی دو کشور را اعلام کرد

### اشغال سفارت ایران در لندن و جنگ عراق و ایران
در جریان حمله رژیم بعثی عراق به ایران دولت تاچر اعلام بی‌طرفی کرد. اما طبق اسناد منتشر شده از مرکز اسناد ملی انگلیس، دولت مارگارت تاچر در اواخر سال ۱۹۸۰ تا اوایل ۱۹۸۱، علاوه بر فروش تسلیحات نظامی، برای عراق پایگاه نظامی دریایی و هوایی ایجاد کرده بود. این اقدام انگلستان در حالی صورت گرفت که این کشور قطعنامه شورای امنیت را دربارهٔ ضرورت خودداری از هر اقدامی که به تنش بیشتر و گسترش جنگ می‌انجامد، امضا کرده بود.
بر اساس این اسناد، فهرست سلاح‌هایی که دولت تاچر فروش آن را به رژیم صدام پیشنهاد کرده بود، شامل ۷۸ نوع تجهیزات نظامی از جمله خودروهای لندرور، خودروهای نجات، انواع رادار، لوازم یدکی انواع تانک است، که البته همه آن‌ها به فروش نرفت.
توماس ترنشاد وزیر مشاور دولت در امور خارجه، سال ۱۹۸۱ در نامه‌ای محرمانه نوشته‌است که «قراردادهای دفاعی به ارزش بیش از ۱۵۰ میلیون لیره استرلینگ با عراق در شش ماه اخیر امضا شده‌است، که از جمله آن‌ها قراردادی به ارزش ۳۴ میلیون لیره برای تحویل خودروهای زرهی به منظور نجات و تخلیه نیروها از میدان جنگ است، که از طریق اردن در اختیار عراق قرار می‌گیرد». در نامه ترنشاد آمده‌است که «دیدار با صدام حسین گامی مهم در راه برقراری روابط کاری با عراق برای تحقق منافع تجاری زیاد در زمینه‌های تجاری و سیاسی است».
تاچر با نوشتن یادداشتی بر این نامه، از پیشرفت در روابط عراق و انگلیس، ابراز خرسندی کرد.

## بیماری و مرگ

با رونالد ریگان در کمپ دیوید سال ۱۹۸۶

تاچر در سال‌های پایانی عمرش از بیماری آلزایمر رنج می‌برد و به همین دلیل در مجامع عمومی کمتر ظاهر می‌شد. وی که در روز ۲۱ دسامبر ۲۰۱۲ تحت عمل جراحی برای خارج کردن یک غده از مثانه‌اش قرار گرفت، در صبح روز دوشنبه ۸ آوریل ۲۰۱۳ بر اثر سکته مغزی در سن ۸۷ سالگی در لندن درگذشت. در پی انتشار خبر درگذشت او دیوید کامرون، نخست‌وزیر بریتانیا که در اسپانیا به سر می‌برد سفر خود را نیمه‌کاره رها کرد و به کشورش بازگشت.

## فیلم بانوی آهنین
در ژانویه ۲۰۱۲ فیلم بانوی آهنین به کارگردانی فیلیدا لوید در لندن اکران شد. در این فیلم که به بخش پایانی عمر سیاسی مارگارت تاچر می‌پردازد نقش تاچر را مریل استریپ بازیگر سرشناس آمریکایی بر عهده دارد که برای ایفای نقشش برنده اسکار هم شد.